# Gymnoscopelus bolini
Gymnoscopelus bolini är en fiskart som beskrevs av Anatoly Petrovich Andriashev 1962. Gymnoscopelus bolini ingår i släktet Gymnoscopelus och familjen prickfiskar. Inga underarter finns listade i Catalogue of Life.